# Franco Leoni
Franco Leoni (Milán, 24 de octubre de 1864-Londres, 8 de febrero de 1949) fue un compositor y director de orquesta italiano. 

## Biografía
Estudió en el Conservatorio Giuseppe Verdi de Milán, donde fue alumno de Amilcare Ponchielli. En 1892 se instaló en Londres, donde estrenó L'oracolo (1905), una ópera corta ambientada en el barrio chino de San Francisco, de estilo verista. Fue muy popular hasta los años 1930, especialmente por las representaciones del barítono Antonio Scotti. Entre sus obras posteriores destacaron Francesca da Rimini (1914) y La terra del sogno (1920). En 1927 regresó a su país.

## Obras
- Raggio di luna, Milán, Teatro Manzoni, 1890
- Sardanapalus, cantata, Londres, Queen's Hall, 1896
- Rip van Winkle, Londres, Her Majesty's Theatre, 1897
- The Gate of Life, oratorio, Londres, Albert Hall, 1899
- Ib and Little Christina (Ib e la piccola Cristina), Londres, Savoy Theatre, 1901
- Fairy Dreams, Londres, Queen's Hall, 1904
- The Oracle (L'oracolo), Londres, Royal Opera House, 1905
- The Bells, 1908
- Tzigana, Génova, Teatro Carlo Felice, 1910
- Golgotha, oratorio, Londres, Queen's Hall, 1911
- Mazzemarello, ópera cómica, Sonzogno, 1913
- Francesca da Rimini, drama lírico, París, Teatro Nacional de la Opéra-Comique, 1913
- Le falene, Milán, Teatro dei Filodrammatici, 1920
- Le baruffe chiozzotte, Milán, Teatro dei Filodrammatici, 1920
- La terra del sogno, Milán, 1920